# Patrick Wayne

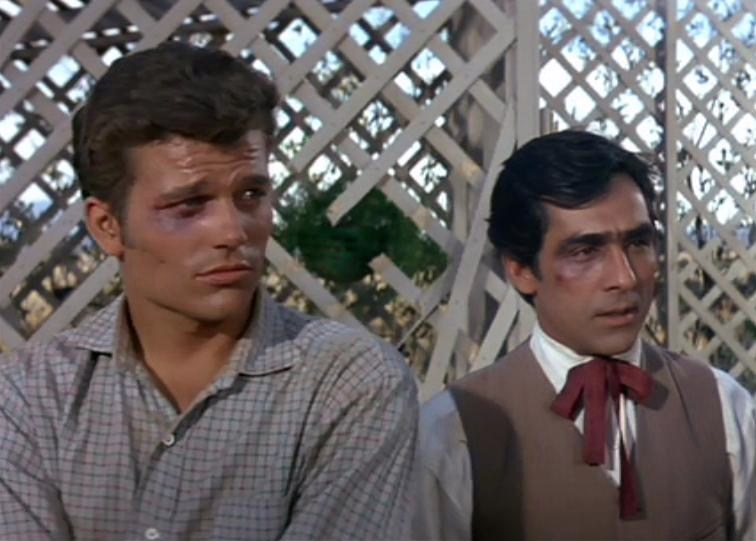
Patrick Wayne i Perry López, en McLintock! (1963).

Patrick Wayne (Los Angeles, Califòrnia, 15 de juliol de 1939) és un actor estatunidenc. És el segon fill del cèlebre actor John Wayne i de la seva primera esposa espanyola, Josephine Alicia Sáenz. Ha treballat en més de quaranta pel·lícules, incloent-hi nou films amb el seu pare.

## Biografia
El 2003, Patrick va ser nomenat president del John Wayne Cancer Institute.
El 1 de desembre de 2015 va viatjar a la ciutat d'Almeria on va rebre el premi "Almería Tierra de Cine" durant el Festival Internacional de Cortometrajes de Almería per la seva llarga trajectòria com a actor. Va rebre una estrella del Passeig de la Fama d'Almeria.
Durant la seva estada va recordar que els seus àvis materns eren de Madrid.
En l'actualitat viu a Arizona (EUA).

## Filmografia
Filmografia:
- 1950: Rio Grande: nen
- 1952: The Quiet Man nen sobre un vagó en una cursa de cavalls
- 1953: The Sun Shines Bright: cadet
- 1955: Bressol d'herois (The Long Gray Line): Abner 'Cherub' Overton
- 1955: Escala a Hawaii (Mister Roberts): Bookser
- 1956: El conqueridor de Mongòlia (The Conqueror)ː sense acreditar
- 1956: Centaures del desert (The Searchers): tinent Greenhill
- 1957: Mr. Adams and Eve (sèrie TV): Walter
- 1958: Teenage Idol (TV)
- 1959: The Young Land: xèrif Jim Ellison
- 1960: El Álamo: Capità James Butler Bonham
- 1961: Els comanxers (The Comancheros): Tobe (Texas Ranger)
- 1963: McLintock!: Devlin Warren
- 1963: La taverna de l'irlandès (Donovan's Reef): tinent de la Navy
- 1964: Cheyenne Autumn: 2n Tinent Scott
- 1965: Shenandoah: James Anderson
- 1966: An Eye for an Eye: Benny Wallace, Bounty Hunter
- 1966: Els Ronderos (sèrie TV): 'Howdy' Lewis (1966-67)
- 1968: The Green Berets: Tinent Jamison
- 1970: Sole Survivor (TV): Mac
- 1971: El desertor: Cpt. Bill Robinson
- 1971: Big Jake: James McCandles
- 1972: Movin' On (TV): Clint Daniels
- 1973: The Gatling Gun: Jim Boland
- 1973: Beyond Atlantis: Vic Mathias
- 1974: Els ossos i jo: Bob Leslie
- 1976: Mustang Country: Tee Jay
- 1977: Yesterday's Child (TV): Sanford Grant
- 1977: Simbad i l'ull del tigre (Sinbad and the Eye of the Tiger): Sinbad
- 1977: Oblidats pel temps(The People That Time Forgot): Maj. Ben McBride
- 1977: The Last Hurrah (TV): Robert 'Bobby' Skeffington
- 1978 : Three on a Date (TV): Roger Powell
- 1978 : Texas Detour: Clay
- 1979: Shirley (sèrie TV): Lew Armitage (1979-1980)
- 1985: Rustlers' Rhapsody: Bob Barber
- 1986: Revenge (video): Michael Hogan
- 1988: Arma jove (Young Guns): Patrick Floyd 'Pat' Garrett
- 1989: La seva coartada (Her Alibi): Gary Blackwood
- 1990: Chill Factor: Jerry Rivers
- 1970: All My Children (sèrie TV): Capt. Nils Lindstrom (1990)
- 1996: Deep Cover: Ray